# PCB-forsegling
PCB-forsegling er en metode, der anvendes inden for byggeriet, til at indkapsle giftstoffet PCB. Fra 1950’erne og frem til 1977 blev kemikaliet PCB anvendt i dansk byggeri til blandt andet fuger, maling og termoruder. Og de store mængder PCB, som man brugte, findes stadig i mange bygninger fra perioden. Det er et problem, da PCB optages i kroppen på mennesker ved indånding af dampe eller ved direkte kontakt. Sundhedsstyrelsens anbefalede aktionsværdi i forhold til PCB i indeluften er 300 ng/m3.
I dag er det ofte i fugerne omkring vinduer, at man støder på PCB i bygningerne. Men ofte har fugen, den primære kilde, også forurenet væggen omkring vinduet, den sekundære kilde. Fugen vil desuden forurene andre overflader i området, tertiære kilder, via luften. På grund af PCB’s egenskaber - at stoffet vandrer og afgasser - er det vanskeligt at komme helt af med PCB i en bygning. PCB-forsegling er en metode, som er udviklet til at indkapsle PCB, således at stoffet stopper med at vandre og  afgasse. Det forhindrer mennesker i at komme i berøring med PCB, og det forhindrer stoffet i at forurene indeluften. PCB-forsegling kan bruges som isoleret metode, men kan også benyttes som et supplement til for eksempel sanering, hvor man indledningsvis fjerner bygningsdele, typisk de primære kilder, for så at forsegle sekundære og tertiære kilder.